# Волчье время (книга)
«Волчье время. Германия и немцы: 1945—1955» (нем. Wolfszeit. Deutschland und die Deutschen 1945–1955) — книга немецкого писателя Харальда Йенера, вышедшая в 2019 году и рассказывающая о жизни в Германии после её поражения во Второй мировой войне.

## История издания
Автор — немецкий культурный журналист и бывший автор издания The Berlin Times Харальд Йенер.
Книга изначально вышла в 2019 году на немецком языке в издательстве Rowohlt Verlag с иллюстрациями. Книга провела 48 недель в списке бестселлеров Германии по версии газеты Der Spiegel.
В 2022 году перевод на английский язык, выполненный Шоном Уайтсайдом под названием «Aftermath: Life in the Fallout of the Third Reich, 1945—1955» (с англ. — «Что было после: жизнь на руинах Третьего Рейха в 1945-1955 годах»), вышел в американском издательстве Alfred A. Knopf.
В декабре 2023 года издательство Individuum выпустило книгу в русском переводе Романа Эйвадиса.

## Описание
Книга описывает жизнь немцев в послевоенную разруху, особенно в «Голодную зиму» 1946—1947 годов. Она уделяет мало внимания Холокосту, евреям и другим жертвам нацизма, фокусируясь на жизни рядовых жителей Германии, которые считали денацификацию унижением, а себя — жертвами.

## Награды
- Премия Лейпцигской книжной ярмарки (2019) в категории «Нон-фикшн».
- Премия «Нон-фикшн месяца[нем.]» (май 2019).